# Eupithecia fletcheri
Eupithecia fletcheri là một loài bướm đêm trong họ Geometridae.